# Dietrich Bonhoeffer

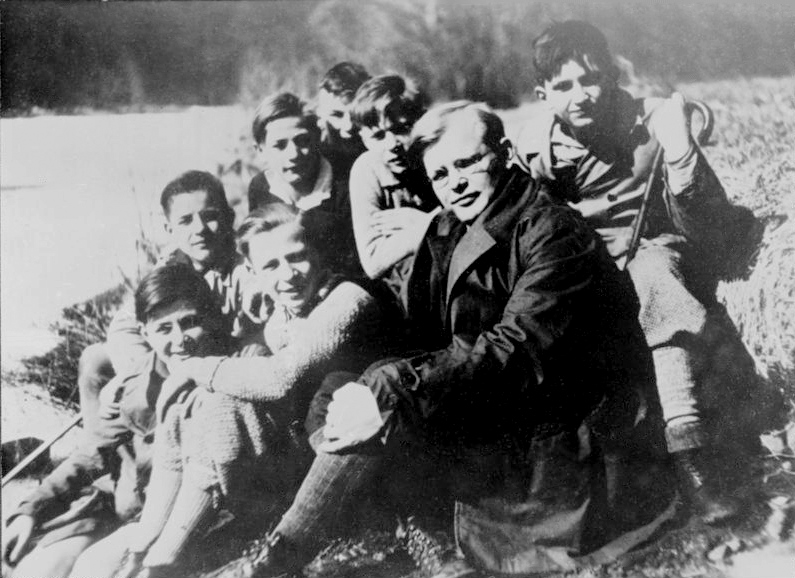
Bonhoeffer con sus alumnos de confirmación.

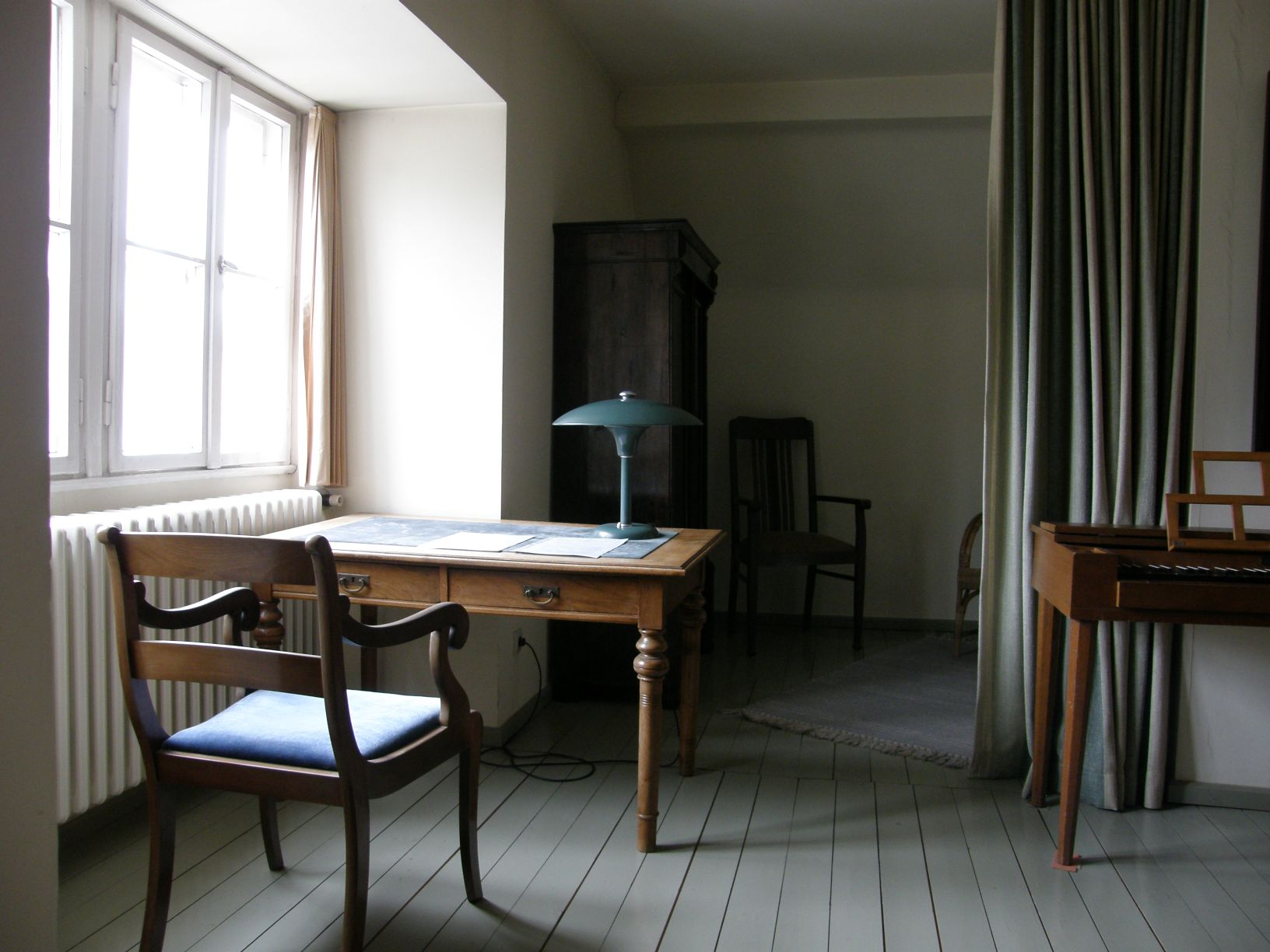
Su estudio en la casa familiar.

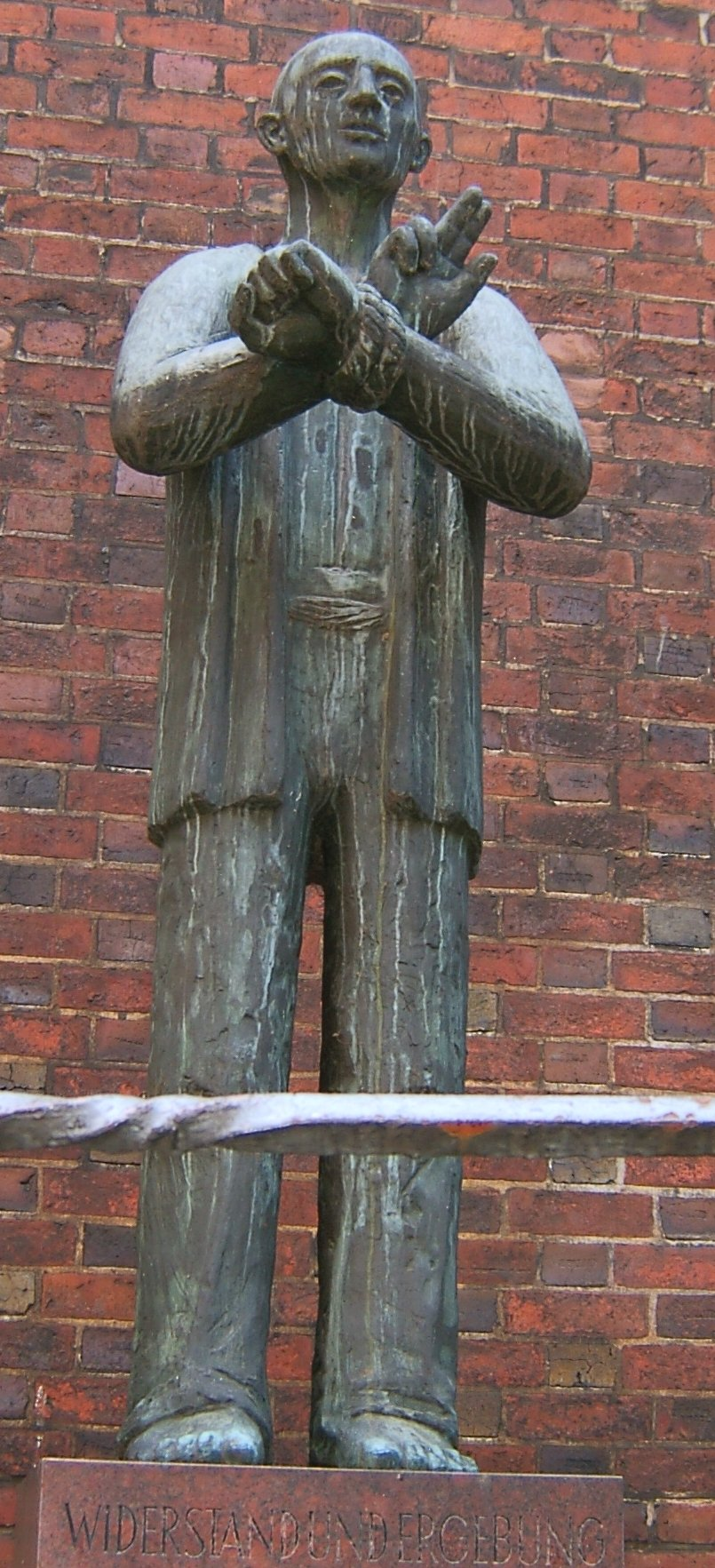
"La Iglesia permanecía muda, cuando tenía que haber gritado... La Iglesia reconoce haber sido testigo del abuso de la violencia brutal, del sufrimiento físico y psíquico de un sinfín de inocentes, de la opresión, el odio y el homicidio, sin haber alzado su voz por ellos, sin haber encontrado los medios de acudir en su ayuda. Es culpable de las vidas de los hermanos más débiles e indefensos de Jesucristo." Dietrich Bonhoeffer

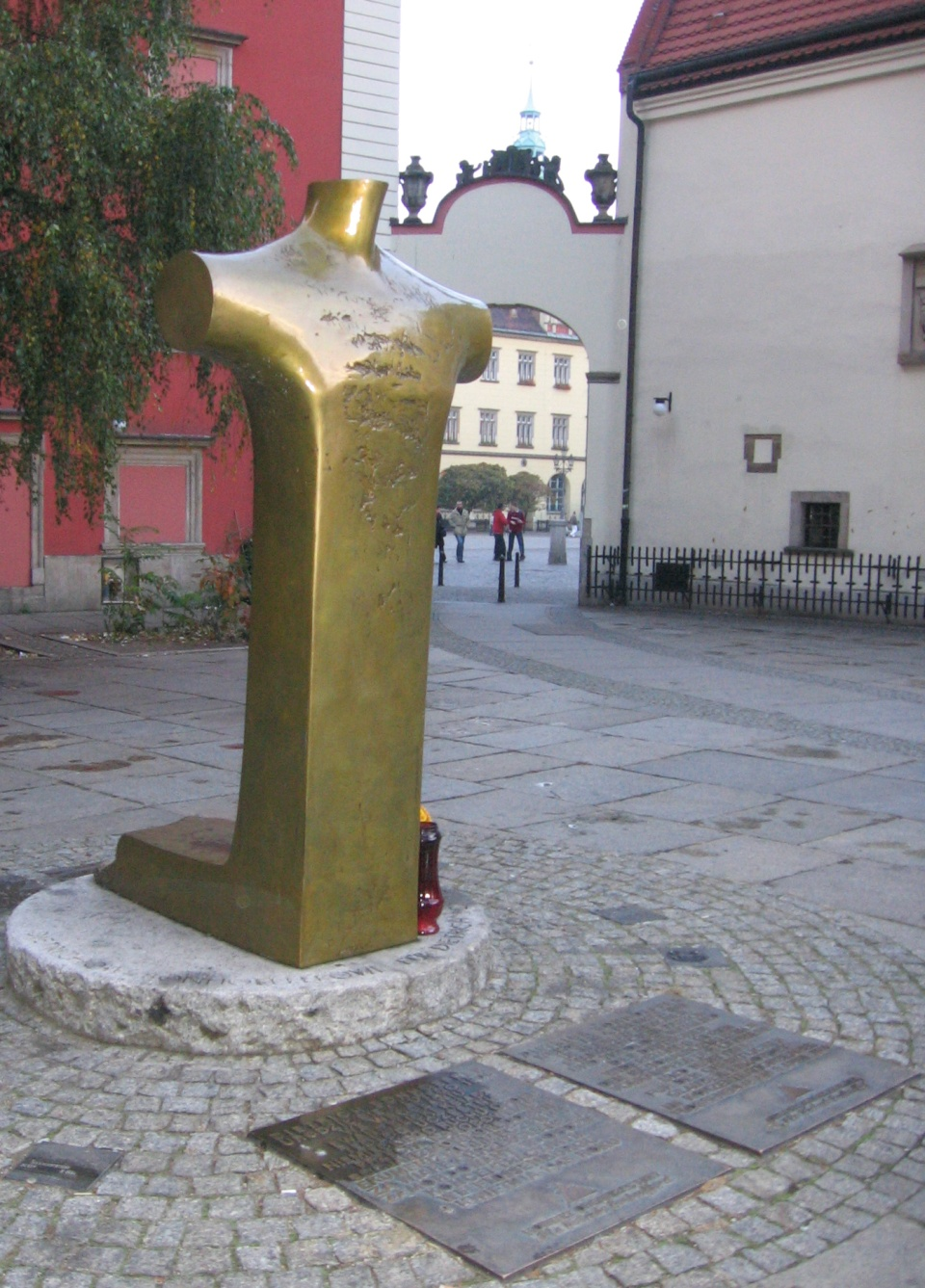
Monumento a Bonhoeffer en Wrocław (Breslau).

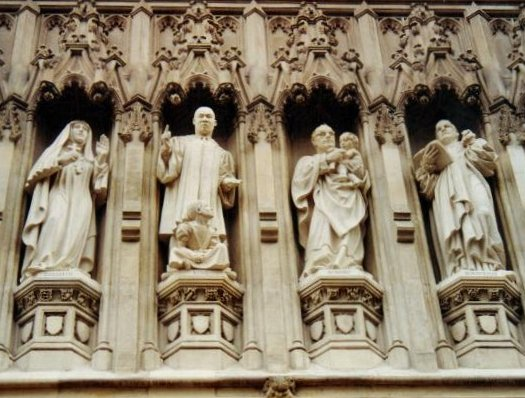
De la galería de «Mártires del siglo XX" en la abadía de Westminster: Madre Isabel de Rusia, Martin Luther King, el arzobispo Óscar Romero y el pastor Dietrich Bonhoeffer.

Dietrich Bonhoeffer (Breslavia, Imperio alemán, 4 de febrero de 1906-Flossenbürg, Alemania nazi, 9 de abril de 1945) fue un cristiano alemán que desempeñó un papel importante en el movimiento de resistencia contra el nazismo. Siendo pastor y teólogo protestante, se comprometió con la Iglesia Confesante de la cual era un destacado portavoz. Fue ejecutado por haber formado parte de la conspiración para el fracasado atentado del 20 de julio de 1944, un intento de asesinato de Adolf Hitler.

## Familia y formación
Bonhoeffer nació en Breslau, Alemania (hoy Breslavia, Polonia) en el seno de una familia de la alta burguesía prusiana que integraba la élite cultural berlinesa.
Su padre, Karl Ludwig Bonhoeffer (1868-1948), era profesor de psiquiatría y neurología, director de la clínica psiquiátrica de la Universidad de Breslau; y su madre, la pianista Paula von Hase, nieta del teólogo Karl von Hase —predicador de la corte del Kaiser Guillermo II— e hija de Klara von Hase que había sido pupila de Clara Schumann y Franz Liszt, tomó parte en la educación de sus ocho hijos (Karl-Friedrich, Walter, Klaus, Ursula, Christine, Dietrich, Sabine, Susanne).
La familia se mudó a Berlín en 1906, donde su padre ocupó la cátedra más importante de psiquiatría y neurología de Alemania. El teólogo Adolf von Harnack —que luego sería su maestro en la Universidad de Tubinga— era vecino de ellos, y Dietrich, a los 8 años de edad, vive los horrores de la Primera Guerra Mundial, en la que mueren uno de sus hermanos y tres primos.
Estudia en el Gymnasium de Grunewald junto con su hermano Klaus y Hans von Dohnanyi, hijo del compositor Ernő Dohnányi, quien se casará con su hermana Christine (padres del director de orquesta Christoph von Dohnányi y del socialdemócrata Klaus von Dohnanyi, alcalde de Hamburgo entre 1981-88).
A los 17 años comienza sus estudios de teología en la Universidad de Tubinga y 2 años después los continúa en la Universidad de Berlín. En 1927, a la edad de 21 años, se doctoró con distinción summa cum laude con la tesis Sanctorum communio, la que el teólogo Karl Barth consideró como un milagro teológico.
Se traslada a Barcelona para asumir la vicaría de la Iglesia Luterana en Barcelona, posteriormente vuelve a Berlín y presenta en 1930 su tesis de habilitación titulada Akt und Sein: Traszendentalphilosophie und Ontologie in der systematischen Theologie. Como aún era muy joven para ser ordenado, aprovecha para viajar ese año a Nueva York para tomar algunos cursos de especialización en el Union Theological Seminary. Finalmente, el 11 de noviembre de 1931, a la edad de 25 años, es ordenado como pastor luterano.

## Resistencia contra el nazismo
En la Universidad de Berlín enseñó Teología y escribió varios libros. Opuesto firmemente al nazismo y a la claudicación de las iglesias alemanas frente a Hitler, participó junto con Karl Barth, Martin Niemöller y otros en la fundación de la Bekennende Kirche (Iglesia Confesante o Iglesia de la Confesión, de teología luterana pero no oficial). En abril de 1933, en una conferencia ante los pastores berlineses, Bonhoeffer insistió en que la resistencia política se hacía imprescindible. Entre finales de 1933 y 1935 sirvió como pastor de dos iglesias germanófonas protestantes en Londres. 
Volvió a Alemania para encabezar un seminario ilegal para pastores de la Iglesia Confesante, en Finkenwalde, Pomerania —hoy Szczecin, Polonia a orillas del río Óder—, donde recibió el apoyo incondicional de la condesa Ruth von Kleist Retzow. Allí conoció a su nieta Maria von Wedemeyer, que sería su prometida.
Regresó a los Estados Unidos brevemente y retornó a Alemania en uno de los últimos barcos que hicieron la travesía antes del comienzo de las hostilidades.
La Gestapo clausuró el seminario en 1937 y le prohibió predicar, enseñar y finalmente hablar en público. El seminario funcionó entonces en el estadio von Blumenthal de Gross Schlönwitz, pero fue nuevamente cerrado al estallar la guerra. La resistencia, con la que colaboraba Bonhoeffer, era activa desde antes de la Segunda Guerra Mundial. Durante este período, Bonhoeffer mantuvo estrechos contactos con Carl Friedrich Goerdeler y trabajó mano a mano con numerosos opositores a Hitler.
Durante la Segunda Guerra Mundial, Bonhoeffer desempeñó un papel clave de acaudillamiento en la Iglesia de la Confesión, que se oponía a las políticas antisemitas de Hitler. Estaba entre aquellos que apelaban a la abierta resistencia de la Iglesia al tratamiento que Hitler daba a los judíos. Aunque la Iglesia de la Confesión no era grande, representaba un foco considerable de oposición cristiana al régimen nazi en Alemania.
En 1939 se unió a un grupo clandestino de la resistencia, que incluía militares de alto rango con base en Abwehr, la Oficina de Inteligencia Militar, quienes, encabezados por el almirante Wilhelm Canaris, querían derrocar el régimen nacionalsocialista de Hitler. 
Lo arrestaron en abril de 1943, después de que condujera hacia él el dinero del Proyecto 7, usado para ayudar a escapar a judíos a Suiza. 
Fue acusado de conspiración y encerrado en la cárcel de Tegel, en Berlín, durante un año y medio.
Tras el infructuoso atentado del 20 de julio de 1944, Bonhoeffer fue sindicado de complicidad por sus conexiones con los conspiradores, algunos de los cuales eran familiares suyos, como su tío, el comandante de la ciudad de Berlín, Paul von Hase, ejecutado el 8 de agosto de 1944.
El 8 de octubre fue trasladado a la prisión de la Gestapo en la calle Prinz-Albrecht para interrogarlo y el 7 de febrero de 1945 al campo de concentración de Buchenwald. En abril de 1945 fue llevado al Campo de concentración de Flossenbürg.

## Ejecución
El 8 de abril de 1945, por órdenes de Ernst Kaltenbrunner (que desde 1943 venía ocupando el cargo de director de la Oficina Central de Seguridad del Reich), un tribunal militar condenó a la horca a Dietrich Bonhoeffer y a su cuñado Hans von Dohnanyi —este último fue ejecutado al día siguiente en Sachsenhausen—, al General Hans Oster, al General Friedrich von Rabenau, a Theodor Strünck, al juez Dr. Karl Sack, al Capitán Ludwig Gehre y al almirante Wilhelm Canaris.
En el amanecer del lunes 9 de abril de 1945, Bonhoeffer, que el día anterior había dirigido un servicio religioso a petición de los demás presos, fue ejecutado en la horca. Debió desnudarse para subir al cadalso. Sus últimas palabras fueron "Este es el fin; para mí el principio de la vida". El doctor del campo —testigo de la ejecución— anotó "Se arrodilló a orar antes de subir los escalones del cadalso, valiente y sereno. En los cincuenta años que he trabajado como doctor nunca vi morir un hombre tan entregado a la voluntad de Dios". Su cadáver fue incinerado.
Su hermano Klaus Bonhoeffer, también condenado por participar en la conspiración, fue ejecutado en Berlín junto con otros doce conspiradores, entre ellos Rüdiger Schleicher y Friedrich Justus Perels.

## Legado
Bonhoeffer es considerado mártir por su fe. Fue absuelto de cualquier crimen por el gobierno alemán a mediados de los 90. El calendario de la Iglesia Episcopal en los Estados Unidos de América lo recuerda el 9 de abril, fecha de su martirio.
El primer templo luterano bajo su advocación fue construido en Hamburgo-Dulsberg por el arquitecto Gerhart Laage, con la gran vidriera La Redención realizada por el artista  Sergio de Castro. 
Una frase muy citada de uno de sus libros más leídos, Seguimiento (El costo de ser discípulo o El precio de la gracia, 1937), prefiguraba su muerte: «Cuando Cristo llama a un hombre, le ofrece a venir y morir».
Se ha debatido sobre una cierta relación entre sus razones teológicas y políticas. Múltiples autores, de los cuales destacan Larry Rasmussen, argumentan que a mediados de los años 30, abandonó el pacifismo y esto lo llevó a la pretendida participación en el plan de magnicidio de Hitler, de acuerdo a la acusación de sus verdugos. En realidad había pasado más de un año desde el encarcelamiento de Bonhoeffer, cuando algunos de los resistentes atentaron contra el Führer, sin que pueda probarse de ninguna manera que Bonhoeffer haya participado en el violento plan de los resistentes militares. Por esta última razón, autores como Mark Thiessen Nation, Anthony G. Siegrist y Daniel P. Umbel han defendido la tesis de que Dietrich no buscaba el tiranicidio y su defensa de los judíos y oposición al nazismo era en términos de un pacifismo cristiano.
Durante su cautiverio en la prisión de Tegel, Bonhoeffer mantuvo correspondencia con su amigo Eberhard Bethge y con sus padres, que fue publicada póstumamente bajo el título Resistencia y sumisión. Estas han impactado al mundo teológico, ya que en ellas desarrolla una visión crítica de las instituciones eclesiásticas cristianas, indicando lo que éstas han de ser al mundo actual. De ese periodo también se ha conservado la correspondencia con su novia Maria von Wedemeyer, que solo ha podido ser publicada después de su fallecimiento en el año 1977. Su traducción al español apareció en el año 1998, bajo el título Cartas de amor desde la prisión. En la cárcel de Tegel, Bonhoeffer continuó escribiendo en torno al tema de la ética, que iba a ser su gran obra. De ella se han conservado valiosos fragmentos que Bethge ha reunido y publicado póstumamente bajo el título Ética.
Las cartas y papeles de Bonhoeffer desde la cárcel incluían sentencias vagas que han intrigado a muchos teólogos, incluyendo una referencia a un «cristianismo sin religión». Decía, «Jesús nos llamó, no a una nueva religión, sino a una nueva vida». Estas ideas han estimulado un movimiento teológico cristiano etiquetado como Teología Secular, popularizado por el libro de Harvey Cox, La ciudad secular. Los teólogos cristianos desde Bonhoeffer han hecho hincapié en cómo construir una teología para lo que Bonhoeffer llamaba «un mundo mayor de edad», un mundo que desde la época del renacimiento ha ido dejando su adolescencia.
El obispo anglicano J.A.T. Robinson, refiriéndose a sus cartas desde la prisión, decía que Bonhoeffer estaba muy adelantado para su tiempo, y que posiblemente lo que escribió no se entienda apropiadamente de aquí a cien años. Varios libros han ayudado para acortar este trecho, entre ellos el del propio Robinson titulado Sinceros para con Dios.
Bonhoeffer es uno de los pocos teólogos reivindicados tanto por cristianos liberales como por conservadores. Fue además una personalidad de resonancia ecuménica. El teólogo y sacerdote jesuita español José Joaquín Alemany (1937-2001), quien fue en su tiempo el mayor conocedor y divulgador hispanoamericano de la vida y obra de este teólogo luterano, dice que Bonhoeffer ha sido una figura de gran importancia de la cual se han enriquecido de su acción y de su obra cristianos más allá de todas las fronteras confesionales. También el papa Pablo VI se refería a Bonhoeffer como una personalidad hondamente cristiana y cuya definición «Jesús, hombre para los demás» es válida para nuestro tiempo. Por su parte el papa Francisco citó a Bonhoeffer en su Exhortación Apostólica Amoris Lætitia (la alegría del amor, párrafo 320), cuando se refiere a la espiritualidad de los cónyuges.
Su nombre figura en el Calendario de Santos Luterano.

## Obras traducidas al español
- Ética. Barcelona: Editorial Estela, 1968. Madrid: Editorial Trotta, 2000. ISBN 84-8164-263-0
- El precio de la Gracia. El seguimiento. Salamanca: Ediciones Sígueme, 1968, sexta edición 1995. ISBN 84-301-0075-X
- Yo he amado a este pueblo. Buenos Aires: Editorial La Aurora, 1969.
- Vida en comunidad. Salamanca: Ediciones Sígueme, novena edición 1999. ISBN 84-301-0893-9
- ¿Quién es y quién fue Jesucristo? Barcelona: Ediciones Ariel, 1971.
- Creer y vivir. Salamanca: Ediciones Sígueme, 1974.
- Resistencia y sumisión. Salamanca: Ediciones Sígueme, cuarta edición, 1983. ISBN 84-301-0908-0
- Redimidos para lo humano. Salamanca: Ediciones Sígueme, 1979.
- Sociología de la Iglesia. Salamanca: Ediciones Sígueme, 1980.
- Cartas de amor desde la prisión. Madrid: Editorial Trotta, 1997. ISBN 84-8164-203-7
- Escritos esenciales. Santander: Editorial Sal Terrae, 2001. ISBN 84-293-1388-5
- Comunidad y promesa. Escritos y cartas desde Barcelona. Madrid: Editorial Trotta, 2018. ISBN 978-84-9879-745-9

## Películas
- Un santo que conspiró: Recordando a Dietrich Bonhoeffer, Director: Hans-Joachim Curth, 1989, 44 minutos (Documental en idioma alemán, francés y español).
- Bonhoeffer: Agente de Gracia, Director: Eric Till, 2000, 90 minutos. ISBN 1-56364-638-2. (Película en idioma inglés, alemán y español)[8]
- Bonhoeffer, Director: Martin Doblmeier, 2003, 93 minutos (Documental en idioma inglés).[9]
- Bonhoeffer: Pastor. Spy. Assassin., Director: Todd Komarnicki, 2024, 2h 13m.[10]